# Alfredo Trentalange
Alfredo Trentalange (Torino, 19 luglio 1957) è un ex arbitro di calcio italiano.
Stella d'argento al merito sportivo CONI, e allenatore UEFA B abilitato ad honorem, ex presidente dell'Associazione Italiana Arbitri.

## Biografia

### Arbitro
Appartenente alla sezione AIA di Torino, arbitra dall'età di 15 anni, incominciando con il settore giovanile facendo esperienza in tutte le categorie regionali, dirigendo dapprima in Serie C (70 gare) e poi in Serie B (115 gare) prima dell'esordio in Serie A nel 1989 (Napoli-Pisa).
Nel corso della sua carriera ha arbitrato due derby di Milano, due derby della Lanterna e un derby di Verona oltre a due finali di Coppa Italia. Nel 1993 venne promosso arbitro internazionale dall'allora designatore Paolo Casarin. In occasione del campionato d'Europa 1996 svolse le funzioni di quarto ufficiale di gara. Nel 1997 ricevette il premio Giovanni Mauro, massimo riconoscimento per i direttori di gara italiani; ha anche collezionato diverse apparizioni nella UEFA Champions League, l'ultima delle quali nel 2002 in occasione della gara Bayer Leverkusen-Olympiacos e in numerose altre gare internazionali, come IFK Göteborg-Manchester Utd il 23 novembre 1994, Sporting Lisbona-Real Madrid il 22 settembre 2000, Legia Varsavia- Barcellona il 28 agosto 2002, Francia-Germania il 27 agosto 2001 allo Stadio Saint-Denis; in tutto furono 70, fra cui anche una semifinale di Coppa delle Coppe tra Paris Saint-Germain e Deportivo La Coruña.
Fu dismesso nel 2003 per raggiunti limiti d'età, dopo la gara d'addio in Serie A tra Inter e Perugia. Ha arbitrato in tutto 197 partite nella massima divisione. Nel 1995 ha arbitrato 10 gare in Giappone, nella J. League. Ha poi diretto le finali dei campionati in Tunisia, Libia, Egitto e Libano e gare della Dallas Cup negli Stati Uniti.
Suo malgrado, resterà "famoso" presso i tifosi blucerchiati per il calcio di rigore accordato, all'ultimo minuto di gioco, nella gara del campionato di Serie A 1998-1999 tra Bologna e Sampdoria, che valse il definitivo 2-2 rossoblù e, di riflesso, la matematica retrocessione doriana in Serie B; qualche anno dopo ammise il suo errore, ma ciò provocò ancora più rabbia nei tifosi genovesi. Si ricorda anche un episodio abbastanza singolare durante la partita tra Bari e Reggina del campionato di Serie B 2001-2002, quando si accorse delle condizioni critiche di Jorge Vargas e lo salvò da un arresto cardiaco, dopo una forte pallonata sul naso e la conseguente perdita di sensi, convincendolo a lasciare il campo.

### Dirigente
Dopo essere stato vicecommissario alla CAN C nella stagione 2004-2005, è componente del Comitato Nazionale dell'AIA, dal 2009 al 2020 è stato Responsabile del Settore Tecnico, e ricopre anche il ruolo di osservatore degli arbitri UEFA.
Da gennaio 2012 a gennaio 2016 è stato componente della Commissione Arbitrale FIFA. Dopo le designazioni ai Giochi Olimpici di Londra e alla Coppa del Mondo per club in Giappone e Marocco, ha selezionato e designato arbitri nelle competizioni FIFA in Nuova Zelanda, Cile e Giordania.
In occasione dei mondiali 2014 in Brasile era nella commissione che ha designato l'arbitro italiano Nicola Rizzoli per la finale.
Referee Instructor UEFA-FIFA dal 2017 con partecipazione a: Mondiali Under 20 - Nuova Zelanda, Korea e Polonia e Under 17 - Cile e India e Under 17 femminile in Giordania. Referee Assessor per gare play-off Colombia/USA e Nuova Zelanda/Perù.
Il 14 febbraio 2021, l'Assemblea generale dell'AIA lo elegge presidente dell'Associazione per il quadriennio 2021-2024, con il 60,31% dei voti (contro il 39,06% ottenuto da Marcello Nicchi, Presidente uscente, ricandidatosi per un quarto mandato).
Il 18 dicembre 2022, a seguito dello scandalo legato all'arresto del procuratore arbitrale nazionale Rosario D'Onofrio per traffico internazionale di droga, Trentalange rassegna le proprie dimissioni da presidente dell'AIA al fine di evitare il commissariamento dell’Associazione dichiarandosi estraneo alla vicenda.
Il 27 aprile 2023 è stato assolto in via definitiva con la Corte d'appello della Figc che ha annullato i tre mesi di inibizione.

## Fuori dal campo
È stato giornalista pubblicista dal 1998 al 2012.
Laureato in scienze motorie e scienze dell'educazione, è insegnante di religione al liceo Scuole Salesiane di Torino, educatore e docente di Competenze chiave di cittadinanza nei centri professionali CNOS - FAP oltreché formatore presso università ed enti privati, su temi sociali, etici e di gestione aziendale.
Direttore di comunità terapeutica ANFFAS, è esperto di musicoterapia e responsabile delle attività riabilitative al Fatebenefratelli di San Maurizio Canavese e in altre case di cura neuropsichiatriche.
È stato cofondatore e socio onorario dal 2001 al 2019 dell'associazione di volontariato A.G.A.P.E. che si occupa e sostiene le persone con disagio psichico.